# あなたと言う時間
「あなたと言う時間」は、CooRieの4作目のシングル。2004年3月24日にLantisから発売された。

## 概要
前作「未来へのMelody」から8ヶ月ぶりのリリースとなる2004年1作目、長田直之脱退後初のシングル。自身の楽曲が表題曲となるのは「流れ星☆」以来2作ぶりとなる。表題曲「あなたと言う時間」はテレビアニメ『光と水のダフネ』のエンディングテーマ、中原麻衣が歌うカップリング曲「右胸のポケットに」「七色の言葉」は同アニメの挿入歌として使用された。
CDジャケットには、同アニメの主人公の水樹マイアが描かれている。

## 収録曲
1. あなたと言う時間
歌：CooRie
作詞・作曲：rino、編曲：大久保薫
  - テレビアニメ『光と水のダフネ』エンディングテーマ
2. 左胸のポケットに
歌：中原麻衣
作詞：田久保真見、作曲・編曲：藤間仁(Elements Garden)
  - テレビアニメ『光と水のダフネ』挿入歌
3. 七色の言葉
歌：中原麻衣
作詞：田久保真見、作曲・編曲：上松範康(Elements Garden)
  - テレビアニメ『光と水のダフネ』挿入歌
4. あなたと言う時間 (off vocal)